# Marionina argentea
Marionina argentea é uma espécie de anelídeo pertencente à família Enchytraeidae.
A autoridade científica da espécie é Michaelsen, tendo sido descrita no ano de 1889.
Trata-se de uma espécie presente no território português, incluindo a sua zona económica exclusiva.